# Sporophile des marais
Sporophila palustris
Espèce
Statut de conservation UICN

 EN C2a(i) : En danger
Le Sporophile des marais (Sporophila palustris) est une espèce de passereaux appartenant à la famille des Thraupidae.

## Répartition et habitat
Il se reproduit en Argentine, au Brésil, en Uruguay et probablement aussi dans le sud-ouest du Paraguay.
Il se reproduit durant l'été australe, de préférence dans les marais de Paspalum et de Andropogon lateralis  contenant des graines mûres. Il peut aussi se reproduire dans les prairies inondées. Le reste du temps, il vit dans des prairies variées, sèches ou humides.